# Kanton Le Coteau
 Le Coteau  is een kanton van het Franse departement Loire. Het kanton maakt deel uit van het arrondissement Roanne.
Het werd gevormd ingevolge het decreet van 26 februari 2014 met uitwerking in maart 2015 met Le Coteau als hoofdplaats. 

## Gemeenten
Het kanton omvat volgende gemeenten :
- Balbigny
- Bussières
- Chirassimont
- Commelle-Vernay
- Cordelle
- Le Coteau
- Croizet-sur-Gand
- Fourneaux
- Lay
- Machézal
- Neaux
- Néronde
- Neulise
- Notre-Dame-de-Boisset
- Parigny
- Perreux
- Pinay
- Saint-Cyr-de-Favières
- Saint-Cyr-de-Valorges
- Saint-Jodard
- Saint-Just-la-Pendue
- Saint-Marcel-de-Félines
- Saint-Priest-la-Roche
- Saint-Symphorien-de-Lay
- Saint-Vincent-de-Boisset
- Sainte-Agathe-en-Donzy
- Sainte-Colombe-sur-Gand
- Vendranges
- Violay